# آثار لبنان
الآثار في لبنان يكشف عن آلاف السنين من التاريخ بدءا من العصر الحجري القديم، الفترات الفينيقية واليهودية والرومانية و العربية الإسلامية والمسيحية والعثمانية والحروب الصليبية.

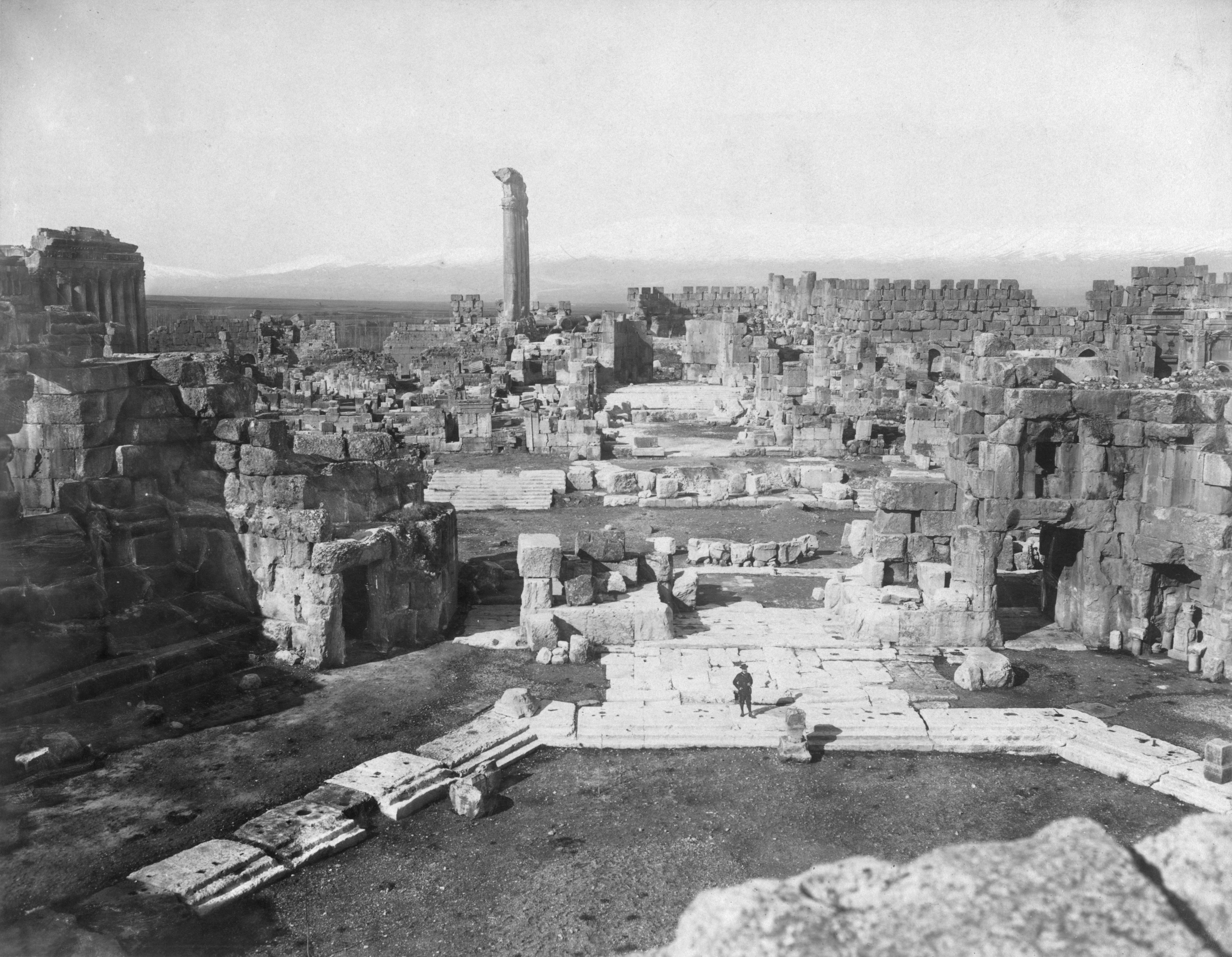
نظرة عامة لقلعة بعلبك في أواخر القرن 19

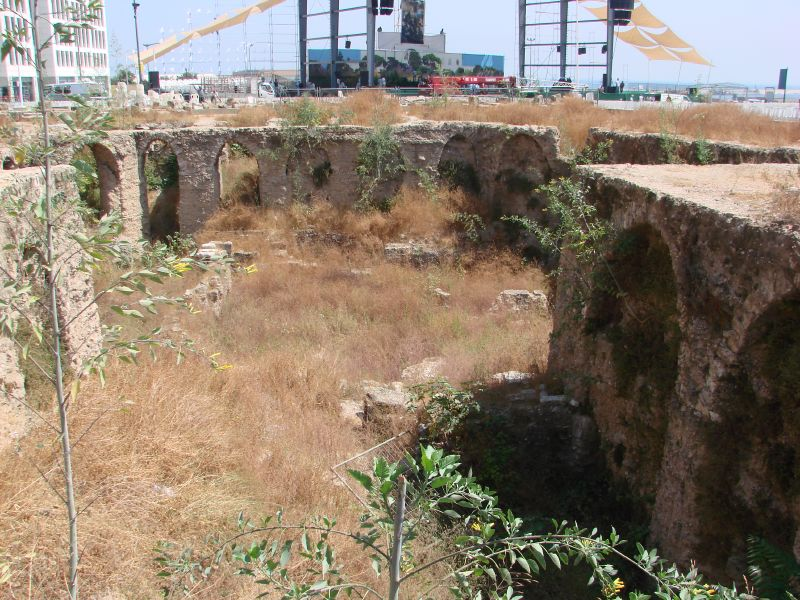
موقع أثري في مدينة بيروت

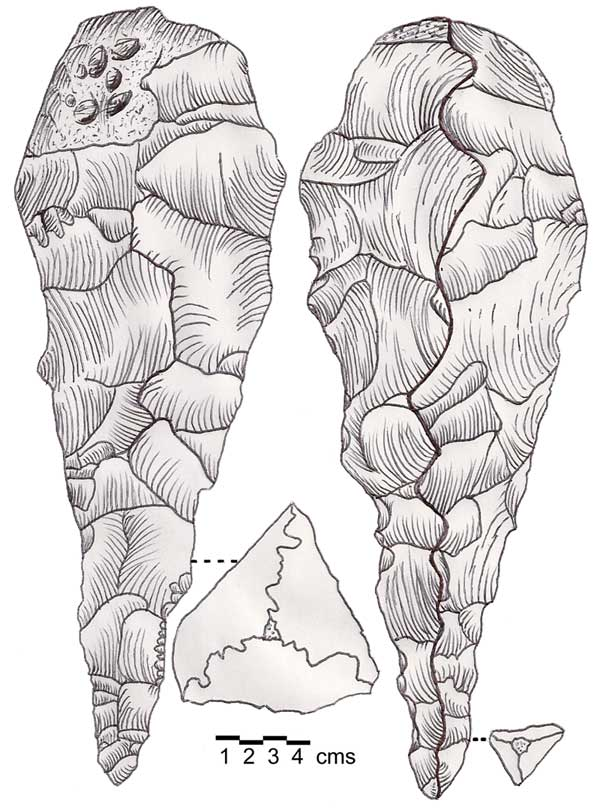
فأس ثلاثي السطوح من العصر الحجري الحديث من متحف عصور ما قبل التاريخ في جامعة القديس يوسف، بيروت، لبنان.

## أبرز المكتشفات والمواقع

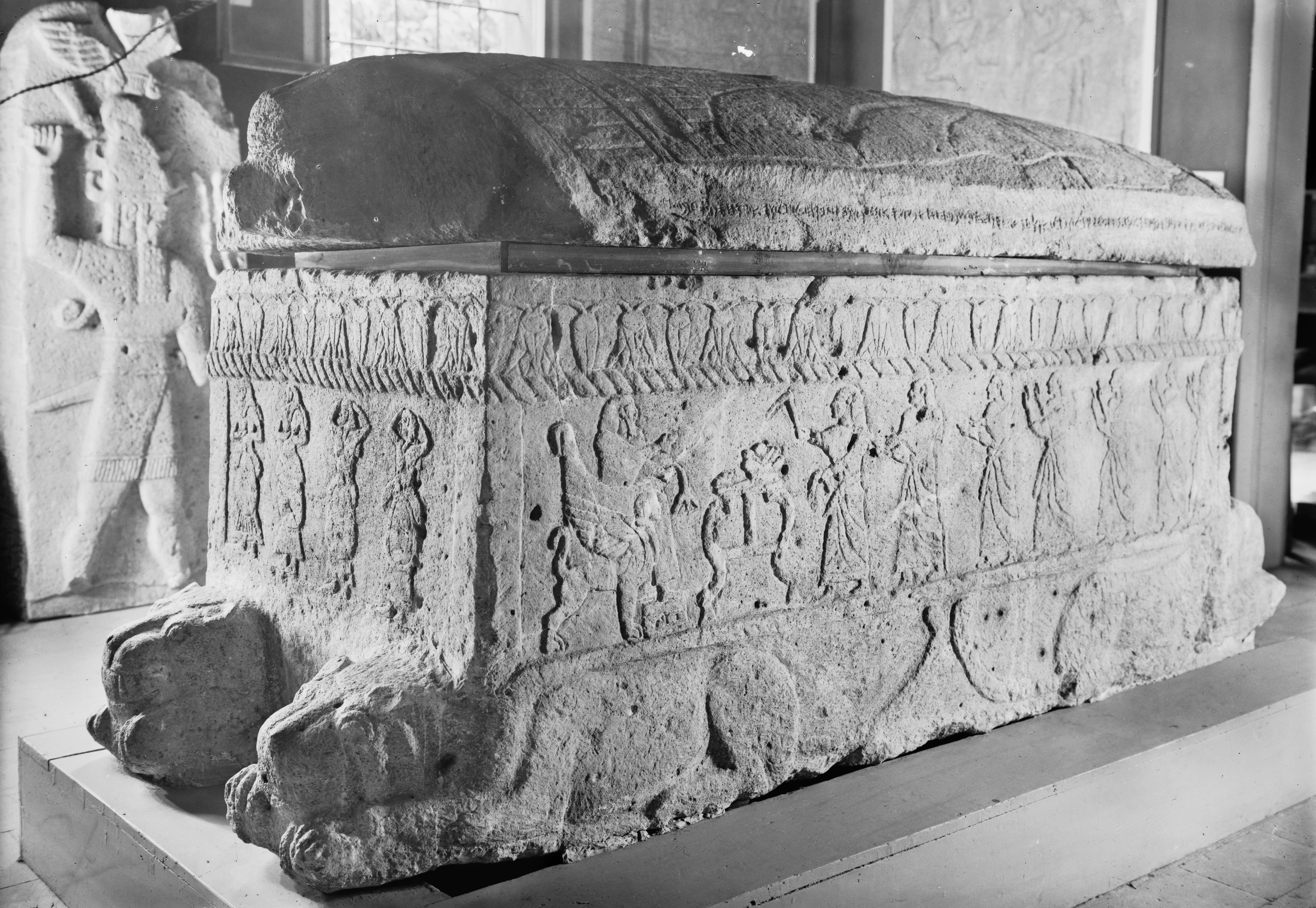
التابوت أحيرام الموجود في المتحف الوطني في بيروت

يمتاز لبنان بمواقع مميزة من العصر الحجري القديم المرتبطة بالبشر البدائيون والتي تقع أهمها في  عدلون وشكا ونهر إبراهيم و الناعمة والمسلوخ وكسار عقيل. و مدينة جبيل والمعروفة قديما بإسمها الإغريقس بيبلوس وهي ميناء فينيقي ويوجد بها قبر أحيرام وعليه نقوش يعود تاريخها إلى ما بين القرن 13 و 10 ما قبل الميلاد. بالإضافة لمدينة جبيل هناك مواقع أثرية في عين عكرين وبعلبك وصور وصيدا و طرابلس وكلها تحتوي على المواد الأثرية التي تشير إلى وجود المكتبات يعود تاريخها إلى فترة العصور الكلاسيكية القديمة.

## معابد لبنان
يوجد في لبنان مجموعة متنوعة من الأطلال الأثرية تعود للحقبات اليونانية القديمة وللمعابد الرومانية. من أهمها أطلال مدينة بعلبك ، بما في ذلك معبد جوبيتر الرائع وكذلك معبد باخوس. ويعتقد أن العديد من القرى المحلية حاولة خلق معابد عديدة لمجموعة متنوعة من الآلهة عبر العصور مما ترك أثرا للعديد من الأضرحة القديمة والبقايا التي يمكن العثور عليها في جميع أنحاء البلاد. وهذا ما أدى هذا إلى تسمية البلد نفسه بأنه "متحف في الهواء الطلق".
قسم جورج ف. تايلور معابد من لبنان إلى ثلاث مجموعات: مجموعة تشير إلى المعابد اللبنانية في السهل الساحلي لجبل لبنان ، ومجموعة أخرى لمعابد وادي البقاع ومجموعة ثالثة هي معابد جبل حرمون والتي تتكثف بها المعابد بشكل كبير

## وصلات خارجية
- لبنان التراث الأثري